# 카나리아풀

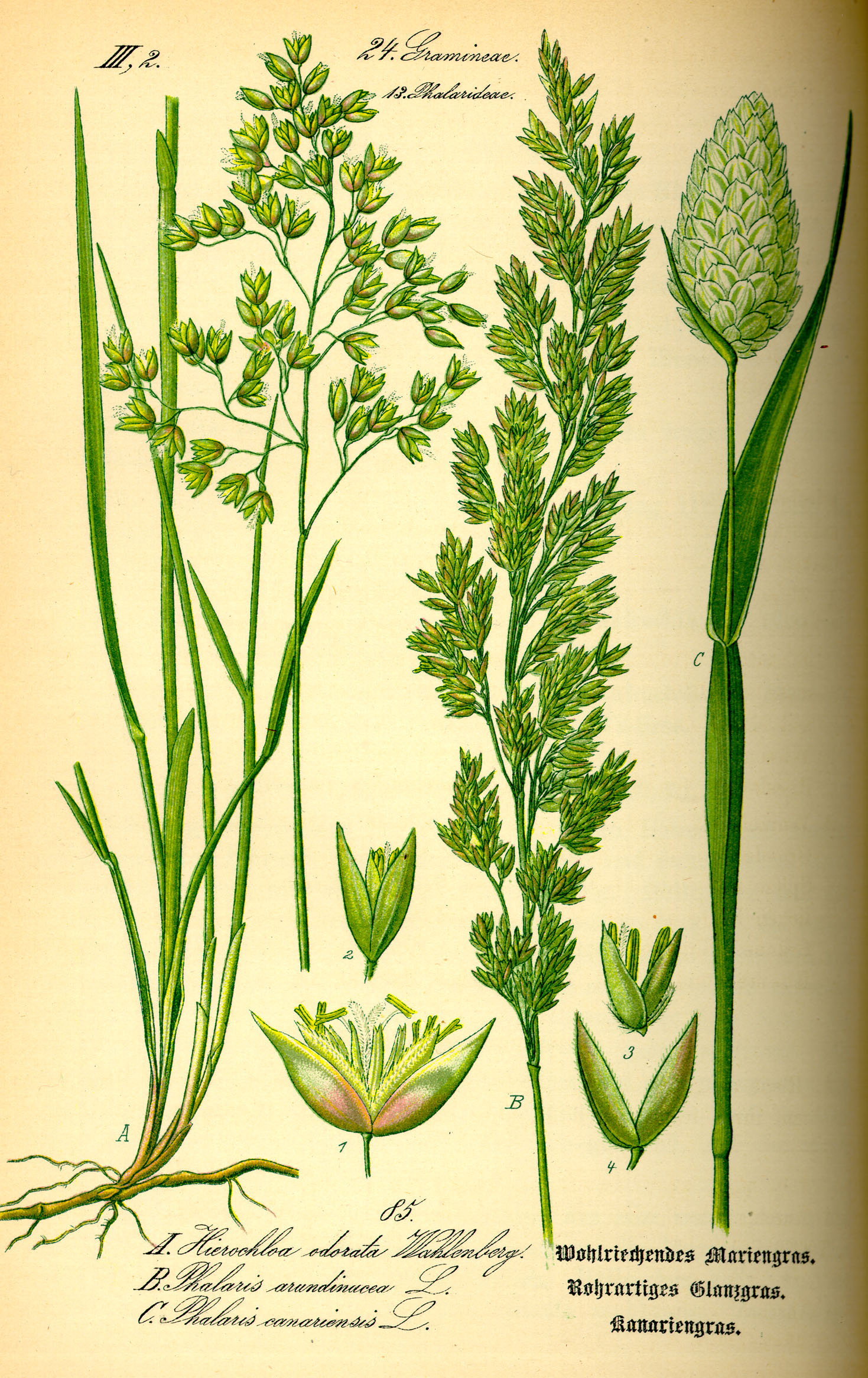

카나리아풀(Canary grass, Phalaris canariensis)은 벼과(Poaceae)에 속하는 식물이다. 원래 지중해 지역이 원산지였지만 현재는 세계 여러 지역에서 새모이용으로 상업적으로 재배되고 있다.

## 설명
카나리아풀은 다년생 마초 작물이자 야생 풀인 갈풀(Phalaris arundinacea)과 유사하다. 두 작물의 머리는 원추형이지만 카나리아풀의 머리는 클럽밀(club wheat)과 유사하다. 이 크고 거친 풀은 곧추서며 털이 없는 줄기를 갖고 있으며, 일반적으로 높이가 0.61~1.83m이다. 잎혀(ligule)는 눈에 띄고 막질이며 길이가 1/4인치(0.64cm)이고 정점이 둥글다. 점차 가늘어지는 잎사귀는 길이가 3+1⁄2 ~ 10인치(8.9 ~ 25.4cm)이고 너비가 1/4 ~ 3/4인치(0.64 ~ 1.91cm)이며 편평하고 종종 양면이 거칠는다. 조밀한 원추꽃차례는 직립하거나 때로는 약간 퍼지며 길이는 3~16인치(7.6~40.6cm)이고 가지 길이는 1/2~1+1/2인치(1.3~3.8cm)이다. 5월부터 6월 중순 또는 8월에 단일 꽃이 빽빽한 무리에 핀다. 꽃차례는 처음에는 녹색 또는 약간 보라색을 띠다가 황갈색으로 변한다.